# Hesperodiaptomus
Hesperodiaptomus là một chi copepoda trong họ Diaptomidae, chứa 18 loài. Hai loài – H. augustaensis và H. californiensis là các loài đặc hữu Hoa Kỳ và được liệt kê là loài dễ thương tổn trong sách đỏ.
Nó là một trong các chi copepoda đa dạng nhất ở Bắc Mỹ và Trung Mỹ, nơi nó sinh sống trong các cộng đồng alpine.

## Các loài
- Hesperodiaptomus arcticus (Marsh, 1920)
- Hesperodiaptomus augustaensis (Turner, 1910)
- Hesperodiaptomus breweri M. S. Wilson, 1958
- Hesperodiaptomus caducus Light, 1938
- Hesperodiaptomus californiensis Scanlin & Reid, 1996
- Hesperodiaptomus eiseni (Lilljeborg in Guerne & Richard, 1889)
- Hesperodiaptomus franciscanus (Lilljeborg in Guerne & Richard, 1889)
- Hesperodiaptomus hirsutus M. S. Wilson, 1953
- Hesperodiaptomus kenai M. S. Wilson, 1953
- Hesperodiaptomus kiseri (Kincaid, 1953)
- Hesperodiaptomus morelensis Granados-Ramírez & Suárez-Morales, 2003
- Hesperodiaptomus nevadensis Light, 1938
- Hesperodiaptomus novemdecimus M. S. Wilson, 1953
- Hesperodiaptomus schefferi M. S. Wilson, 1953
- Hesperodiaptomus shoshone (S. A. Forbes, 1893)
- Hesperodiaptomus victoriaensis (Reed, 1958)
- Hesperodiaptomus wardi (Pearse, 1905)
- Hesperodiaptomus wilsonae (Reed, 1958)